# Antonius van den Broek
Antonius Johannes van den Broek (4 de maig de 1870, Zoetermeer, Holanda del Sud - 25 d'octubre de 1926, Bilthoven, Utrech) fou un advocat neerlandès i físic aficionat que destacà per ser el primer en preveure l'existència del nombre atòmic, que era el nombre de càrregues positives al nucli atòmic, i indicar que l'ordenació dels elements químics a la taula periòdica s'havia de fer sobre la base d'aquest valor i no a la massa atòmica.

## Vida
Van den Broek era fill d'un notari del dret civil i estudià dret a la universitat de Leiden (1889) i després a la Sorbona a París (1891), obtenint el títol de doctor el 1895 a Leiden. Des del 1895 fins al 1900 treballà en un despatx d'advocats a La Haia, després estudià economia matemàtica a Viena i Berlín. Tanmateix, a partir de 1903 el seu principal interès fou la física. La major part del temps entre 1903 i 1911 visqué a Bourg-la-Reine (França) i Gauting (Alemanya). Entre 1913 i 1916 residí a Gorssel. Es casà amb Elisabeth Margaretha Mauve el 1906, amb la qual tingué cinc fills.

## Obra
Després del 1903, l'interès de Van den Broek se centrà totalment en la física. El seu treball científic l'orientà cap a la recerca de regles simples i fonamentals per a la construcció de la taula periòdica. el 1907 observà que el número d'ordre d'un element químic a la taula periòdica, ordenats per ordre creixent de masses atòmiques, és igual a la seva massa atòmica dividida per 2. El 1911 Ernest Rutherford descobrí del nucli atòmic i, en una carta enviada a la revista Nature poques setmanes després, Van den Broek formulà la hipòtesi que el nombre de la posició d'un element a la taula periòdica es corresponia amb la càrrega elèctrica del seu nucli atòmic en unitats elementals de càrrega, i que la massa atòmica era propera al doble d'aquest nombre atòmic. Però Rutherford no li donà suport perquè no era un científic professional, ja que era advocat de professió. En veure l'oposició de Rutherford, Van den Broek abandonà en una carta a Nature el 1913 la relació amb la massa atòmica i mantingué que el número d'ordre a la taula periòdica es corresponia amb el nombre de càrregues elementals del nucli atòmic. Poques setmanes després el químic anglès Frederik Sodyy, que havia treballat amb Rutherford, publicà una carta a la mateixa revista indicant que les idees de Van den Broek aclarien les lleis de desplaçament radioactiu (lleis de Soddy-Fajans) i Rutherford canvià d'opinió i acceptà la hipòtesi de Van den Broek. El mateix 1913 el físic anglès Henry Moseley estudià l'espectre de raigs X dels àtoms i comprovà que hi havia una relació lineal entre el número d'ordre dels elements a la taula periòdica i l'arrel quadrada de la longitud d'ona d'aquests raigs, confirmant la hipòtesi de Van den Broek i l'anomenà nombre atòmic.